# Lagoa do Peixe (São Miguel)
Lagoa do Peixe (portugiesisch ‚Fischsee‘) ist ein See auf der portugiesischen Azoren-Insel São Miguel im Kreis Ponta Delgada. Der Kratersee liegt auf etwa 625 m Höhe über dem Meeresspiegel am Fuße des Südhangs des Pico do Peixe (813 m) und ist zirka 0,2 ha groß. Sein Wasser ist eutroph bis hypertroph.